# Commandos
Commandos je serija taktičkih igara u stvarnom vremenu, dostupna na Mac OS X i Microsoft Windows. Igra je smještena u Drugi svjetski rat. Oslanja se većinom (iako ne uvijek točno) na povijesne događaje tijekom Drugog Svjetskog rata. Serija igara je razvijena u španjolskoj kompaniji Pyro, a objavljena u Eidos Interactiveu .

## Likovi
Ovo je par glavnih komandosa u seriji igara:

### 'Butcher' (Zelena Beretka)
Stvarno ime: Jack O'Hara
Datum rođenja: 10.10. 1909.
Mjesto rođenja: Dublin, Irska
Bilder irskih korijena i vojni prvak u boksu od 1934. do 1937. je 1938. na vojnom sudu osuđen na 14 godina prisilnog rada nakon što je udario časnika. Njegova kazna je zaustavljena kada se pridružio komandosima. Promaknut je u narednika nakon prepada na otok Vaagso, gdje je, nakon što je dobio metak u ruku i odsječen od svoje jedinice, probio u bunker te ubio 16 neprijateljskih vojnika, prije nego što se vratio u savezničke linije.
Karakter: Veoma nasilan karakter koji ima ozbiljnih problema s disciplinom. Tvrd orah za časnike... i prava noćna mora za neprijatelje. On je vođa komandosa, ali se čini da uspijeva održati prijateljstvo sa svim članovima tima.
Svojstva karaktera u igri: On je najveći član grupe te mu njegova golema snaga dopušta da se bori, obori neprijatelja te ga sveže u veoma kratkom vremenu.Sposoban je srušiti svaka vrata, skakati s nevjerojatnih visina, penjati se i ljuljati na užetu. On je također i drugi najbrži trkač u timu i njegova mu nevjerojatna izdržljivost dopušta da podnese rane koje bi druge ubile.

### 1. 'Duke' (snajper)
Pravo ime: Sir Francis T. Woolridge
Datum rođenja: 21.3.1909.
Mjesto rođenja: Sheffield, Engleska

Potomak plemenite obitelji. 1936. osvaja zlatnu medalju u streljaštvu na Olimpijskim igrama u Berlinu. 1937. se prijavljuje u vojsku te je između 1937. i 1939. stacioniran u Indiji gdje je prepoznat kao izvrstan strijelac. 1940. se pridružuje komandosima. Nagrađen je vojnom medaljom nakon što je ubio zapovjednika njemačkog garnizona u Narviku samo jednim metkom s daljine veće od 1500 metara. Smatra se jednim od najboljih snajperista na svijetu.

Karakter: Profesionalni strijelac, veoma efektivan u situacijama koje zahtijevaju tišinu i dalekometna ubojstva.

Svojstva karaktera: Snajper ima ograničenu količinu metaka po nivou i rijetko će ih bez veze rasipati. Njegove misije obično obuhvaćaju čišćenje puta od neprijateljskih vojnika za svoje kolege. Sakrit će se iza ostataka objekata koji pružaju štit i pokrivati ostale komandose. Također se može i penjati na pozicije s kojih će moći precizno ubijati neprijatelje.
[[Kategorija:]]